# 准噶尔金莲花
准噶尔金莲花（学名：Trollius dschungaricus）为毛茛科金莲花属下的一个种。

## 扩展阅读
維基物種上的相關：准噶尔金莲花